# På rymmen med Pippi Långstrump
På rymmen med Pippi Långstrump är en svensk barnfilm från 1970 i regi av Olle Hellbom, efter originalmanus av Astrid Lindgren. Filmen är också den sista i Pippi-serien och hade premiär på biograferna 14 november 1970.

## Handling
Tommy och Annika är trötta på sina föräldrars tjat, och vill göra något roligt på sommarlovet. Men en dag bestämmer de båda för att rymma hemifrån. De ber Pippi att följa med, vilket hon också gör. Pippi lovar också syskonens mamma att hålla ett öga på dem under äventyret.

## Bakgrund
Hans Alfredson som spelar Konrad i denna film skulle egentligen redan ha varit med i TV-serien med Pippi Långstrump. Han och komikerkollegan Tage Danielsson var från början tänkta att spela poliserna Kling och Klang.

## Rollista[8]
| Roll                    | Skådespelare      | Svensk röst      |
| ----------------------- | ----------------- | ---------------- |
| Pippi Långstrump        | Inger Nilsson     | Inger Nilsson    |
| Tommy Settergren        | Pär Sundberg      | Pär Sundberg     |
| Annika Settergren       | Maria Persson     | Maria Persson    |
| Gårdfarihandlare Konrad | Hans Alfredson    | Hans Alfredson   |
| Sven Settergren         | Fredrik Ohlsson   | Fredrik Ohlsson  |
| Ingrid Settergren       | Öllegård Wellton  | Öllegård Wellton |
| Sure bonden             | Walter Richter    | Jan Nygren       |
| Arga gubben             | Kurt Zips         | Jan Nygren       |
| Poliskonstapeln         | Benno Sterzenbach | Jan Nygren       |

## Inspelning
Inspelningen ägde rum mellan den 11 maj och 7 september 1970.
Filmen spelades in i stadsdelarna Råsunda, Hässelby Villastad, och landskapen Gotland och Hälsingland.

## Mottagande[10]
Filmen fick blandat mottagande.
| ”                           | Till skillnad från de tidigare Pippifilmerna har Astrid Lindgren skrivit den här storyn direkt för filmatisering. Den följer delvis det gamla Pippimönstret, men tempot i handlingen är på gränsen till tröttande långsamt. Barnrevolten mot föräldrar och andra auktoriteter, Pippis vanliga suveräna förakt för de vuxna, finns med i mycket små portioner den här gången. Den Lindgrenska historien har inslag av några dramatiska (men inte otäcka) händelser men inte så många roliga upptåg. Kalle Bergholm har presterat ett underbart färgfoto, och några avancerade trickinspelningar har man lyckats fint med. | „ |
| – Eric Sjöquist i Expressen | |   |